# PEC Zwolle in het seizoen 2025/26 (vrouwen)
Het seizoen 2025/2026 is het 15e jaar in het bestaan van de Zwolse vrouwenvoetbalclub PEC Zwolle. De club komt uit in de Vrouwen Eredivisie en neemt ook deel aan het toernooi om de KNVB Beker.

## Wedstrijdstatistieken

### Oefenwedstrijden
| Datum + plaats               | Wedstrijd                        | Uitslag                | Scoreverloop |
| ---------------------------- | -------------------------------- | ---------------------- | --- |
| 28 juni 2025 Hattem          | PEC Zwolle – FC Twente           | 2 – 4 (2 – 3)          | 11' Hanna Huizenga 1–1, 34' Ilvy Zijp 2–1                                                                       |
| 5 juli 2025 Bochum           | VfL Bochum – PEC Zwolle          | 1 – 6                  | Judith Roosjen 0-1, Zoë Zuidberg 0-2, Zoë Zuidberg 0-3, Fabiënne Bos 0-4, Sophie van Vugt 0-5, Zoë Zuidberg 1-6 |
| 11 juli 2025 Wezep           | Bayer 04 Leverkusen – PEC Zwolle | 1 – 1 Wedstrijdverslag | 32' Hanna Huizenga 1–0                                                                                          |
| 9 augustus 2025 Oud-Heverlee | Oud-Heverlee Leuven – PEC Zwolle | 2 – 0                  | |
| 23 augustus 2025 n.n.b.      | Club YLA – PEC Zwolle            | –                      | |
| 30 augustus 2025 n.n.b.      | KRC Genk Ladies – PEC Zwolle     | –                      | |

### Eredivisie
| | Speelronde 1 | PEC Zwolle          | – ( – )             | FC Utrecht          | Opstelling PEC Zwolle: |
| 7 september 2025 Aanvangstijd: 16.45 uur Plaats: Zwolle Sportpark De Vegtlust Toeschouwers: Scheidsrechter:        | 7 september 2025 Aanvangstijd: 16.45 uur Plaats: Zwolle Sportpark De Vegtlust Toeschouwers: Scheidsrechter:        |                     | [ Wedstrijdverslag] |                     |                        |
| | Speelronde 2 | Telstar             | – ( – )             | PEC Zwolle          | Opstelling PEC Zwolle: |
| 21 september 2025 Aanvangstijd: 16.45 uur Plaats: Velsen BUKO Stadion Toeschouwers: Scheidsrechter:                | 21 september 2025 Aanvangstijd: 16.45 uur Plaats: Velsen BUKO Stadion Toeschouwers: Scheidsrechter:                |                     | [ Wedstrijdverslag] |                     |                        |
| | Speelronde 3 | PEC Zwolle          | – ( – )             | FC Twente           | Opstelling PEC Zwolle: |
| 28 september 2025 Aanvangstijd: 16.45 uur Plaats: Zwolle Sportpark De Vegtlust Toeschouwers: Scheidsrechter:       | 28 september 2025 Aanvangstijd: 16.45 uur Plaats: Zwolle Sportpark De Vegtlust Toeschouwers: Scheidsrechter:       |                     | [ Wedstrijdverslag] |                     |                        |
| | Speelronde 4 | Excelsior Rotterdam | – ( – )             | PEC Zwolle          | Opstelling PEC Zwolle: |
| 5 oktober 2025 Aanvangstijd: 16.45 uur Plaats: Rotterdam Stadion Woudestein Toeschouwers: Scheidsrechter:          | 5 oktober 2025 Aanvangstijd: 16.45 uur Plaats: Rotterdam Stadion Woudestein Toeschouwers: Scheidsrechter:          |                     | [ Wedstrijdverslag] |                     |                        |
| | Speelronde 5 | PEC Zwolle          | – ( – )             | ADO Den Haag        | Opstelling PEC Zwolle: |
| 12 oktober 2025 Aanvangstijd: 12.15 uur Plaats: Zwolle Sportpark De Vegtlust Toeschouwers: Scheidsrechter:         | 12 oktober 2025 Aanvangstijd: 12.15 uur Plaats: Zwolle Sportpark De Vegtlust Toeschouwers: Scheidsrechter:         |                     | [ Wedstrijdverslag] |                     |                        |
| | Speelronde 6 | PEC Zwolle          | – ( – )             | NAC Breda           | Opstelling PEC Zwolle: |
| 2 november 2025 Aanvangstijd: 16.45 uur Plaats: Zwolle Sportpark De Vegtlust Toeschouwers: Scheidsrechter:         | 2 november 2025 Aanvangstijd: 16.45 uur Plaats: Zwolle Sportpark De Vegtlust Toeschouwers: Scheidsrechter:         |                     | [ Wedstrijdverslag] |                     |                        |
| | Speelronde 7 | sc Heerenveen       | – ( – )             | PEC Zwolle          | Opstelling PEC Zwolle: |
| 16 november 2025 Aanvangstijd: 16.45 uur Plaats: Heerenveen Sportpark Skoatterwâld Toeschouwers: Scheidsrechter:   | 16 november 2025 Aanvangstijd: 16.45 uur Plaats: Heerenveen Sportpark Skoatterwâld Toeschouwers: Scheidsrechter:   |                     | [ Wedstrijdverslag] |                     |                        |
| | Speelronde 8 | PEC Zwolle          | – ( – )             | Ajax                | Opstelling PEC Zwolle: |
| 23 november 2025 Aanvangstijd: 16.45 uur Plaats: Zwolle Sportpark De Vegtlust Toeschouwers: Scheidsrechter:        | 23 november 2025 Aanvangstijd: 16.45 uur Plaats: Zwolle Sportpark De Vegtlust Toeschouwers: Scheidsrechter:        |                     | [ Wedstrijdverslag] |                     |                        |
| | Speelronde 9 | Feyenoord           | – ( – )             | PEC Zwolle          | Opstelling PEC Zwolle: |
| 7 december 2025 Aanvangstijd: 12.15 uur Plaats: Rotterdam Varkenoord Toeschouwers: Scheidsrechter:                 | 7 december 2025 Aanvangstijd: 12.15 uur Plaats: Rotterdam Varkenoord Toeschouwers: Scheidsrechter:                 |                     | [ Wedstrijdverslag] |                     |                        |
| | Speelronde 10 | AZ                  | – ( – )             | PEC Zwolle          | Opstelling PEC Zwolle: |
| 21 december 2025 Aanvangstijd: 16.45 uur Plaats: Wijdewormer AFAS Trainingscomplex Toeschouwers: Scheidsrechter:   | 21 december 2025 Aanvangstijd: 16.45 uur Plaats: Wijdewormer AFAS Trainingscomplex Toeschouwers: Scheidsrechter:   |                     | [ Wedstrijdverslag] |                     |                        |
| | Speelronde 11 | PEC Zwolle          | – ( – )             | PSV                 | Opstelling PEC Zwolle: |
| 17 of 18 januari 2026 Aanvangstijd: uur Plaats: Zwolle Sportpark De Vegtlust Toeschouwers: Scheidsrechter:         | 17 of 18 januari 2026 Aanvangstijd: uur Plaats: Zwolle Sportpark De Vegtlust Toeschouwers: Scheidsrechter:         |                     | [ Wedstrijdverslag] |                     |                        |
| | Speelronde 12 | NAC Breda           | – ( – )             | PEC Zwolle          | Opstelling PEC Zwolle: |
| 24 of 25 januari 2026 Aanvangstijd: uur Plaats: Breda Sportpark Heksenwiel Toeschouwers: Scheidsrechter:           | 24 of 25 januari 2026 Aanvangstijd: uur Plaats: Breda Sportpark Heksenwiel Toeschouwers: Scheidsrechter:           |                     | [ Wedstrijdverslag] |                     |                        |
| | Speelronde 13 | PEC Zwolle          | – ( – )             | AZ                  | Opstelling PEC Zwolle: |
| 31 januari of 1 februari 2026 Aanvangstijd: uur Plaats: Zwolle Sportpark De Vegtlust Toeschouwers: Scheidsrechter: | 31 januari of 1 februari 2026 Aanvangstijd: uur Plaats: Zwolle Sportpark De Vegtlust Toeschouwers: Scheidsrechter: |                     | [ Wedstrijdverslag] |                     |                        |
| | Speelronde 14 | PSV                 | – ( – )             | PEC Zwolle          | Opstelling PEC Zwolle: |
| 7, 14 of 15 februari 2026 Aanvangstijd: uur Plaats: Eindhoven De Herdgang Toeschouwers: Scheidsrechter:            | 7, 14 of 15 februari 2026 Aanvangstijd: uur Plaats: Eindhoven De Herdgang Toeschouwers: Scheidsrechter:            |                     | [ Wedstrijdverslag] |                     |                        |
| | Speelronde 15 | PEC Zwolle          | – ( – )             | Feyenoord           | Opstelling PEC Zwolle: |
| 21 of 22 februari 2026 Aanvangstijd: uur Plaats: Zwolle Sportpark De Vegtlust Toeschouwers: Scheidsrechter:        | 21 of 22 februari 2026 Aanvangstijd: uur Plaats: Zwolle Sportpark De Vegtlust Toeschouwers: Scheidsrechter:        |                     | [ Wedstrijdverslag] |                     |                        |
| | Speelronde 16 | PEC Zwolle          | – ( – )             | sc Heerenveen       | Opstelling PEC Zwolle: |
| 14 of 15 maart 2026 Aanvangstijd: uur Plaats: Zwolle Sportpark De Vegtlust Toeschouwers: Scheidsrechter:           | 14 of 15 maart 2026 Aanvangstijd: uur Plaats: Zwolle Sportpark De Vegtlust Toeschouwers: Scheidsrechter:           |                     | [ Wedstrijdverslag] |                     |                        |
| | Speelronde 17 | Ajax                | – ( – )             | PEC Zwolle          | Opstelling PEC Zwolle: |
| 21, 28 of 29 maart 2026 Aanvangstijd: uur Plaats: Amsterdam De Toekomst Toeschouwers: Scheidsrechter:              | 21, 28 of 29 maart 2026 Aanvangstijd: uur Plaats: Amsterdam De Toekomst Toeschouwers: Scheidsrechter:              |                     | [ Wedstrijdverslag] |                     |                        |
| | Speelronde 18 | FC Utrecht          | – ( – )             | PEC Zwolle          | Opstelling PEC Zwolle: |
| 4 of 5 april 2026 Aanvangstijd: uur Plaats: Utrecht Sportcomplex Zoudenbalch Toeschouwers: Scheidsrechter:         | 4 of 5 april 2026 Aanvangstijd: uur Plaats: Utrecht Sportcomplex Zoudenbalch Toeschouwers: Scheidsrechter:         |                     | [ Wedstrijdverslag] |                     |                        |
| | Speelronde 19 | PEC Zwolle          | – ( – )             | Excelsior Rotterdam | Opstelling PEC Zwolle: |
| 25 of 26 april 2026 Aanvangstijd: uur Plaats: Zwolle Sportpark De Vegtlust Toeschouwers: Scheidsrechter:           | 25 of 26 april 2026 Aanvangstijd: uur Plaats: Zwolle Sportpark De Vegtlust Toeschouwers: Scheidsrechter:           |                     | [ Wedstrijdverslag] |                     |                        |
| | Speelronde 20 | FC Twente           | – ( – )             | PEC Zwolle          | Opstelling PEC Zwolle: |
| 2 of 3 mei 2026 Aanvangstijd: uur Plaats: Enschede Het Diekman Toeschouwers: Scheidsrechter:                       | 2 of 3 mei 2026 Aanvangstijd: uur Plaats: Enschede Het Diekman Toeschouwers: Scheidsrechter:                       |                     | [ Wedstrijdverslag] |                     |                        |
| | Speelronde 21 | PEC Zwolle          | – ( – )             | Telstar             | Opstelling PEC Zwolle: |
| 8 mei 2026 Aanvangstijd: 20.00 uur Plaats: Zwolle Sportpark De Vegtlust Toeschouwers: Scheidsrechter:              | 8 mei 2026 Aanvangstijd: 20.00 uur Plaats: Zwolle Sportpark De Vegtlust Toeschouwers: Scheidsrechter:              |                     | [ Wedstrijdverslag] |                     |                        |
| | Speelronde 22 | ADO Den Haag        | – ( – )             | PEC Zwolle          | Opstelling PEC Zwolle: |
| 22 mei 2026 Aanvangstijd: 20.00 uur Plaats: Den Haag WerkTalent Stadion Toeschouwers: Scheidsrechter:              | 22 mei 2026 Aanvangstijd: 20.00 uur Plaats: Den Haag WerkTalent Stadion Toeschouwers: Scheidsrechter:              |                     | [ Wedstrijdverslag] |                     |                        |

## Selectie en technische staf

### Selectie
| Nr.             | Nat.               | Naam               | Competitie  | Competitie  | Beker       | Beker       | Totaal      | Totaal      | Seizoen bij PEC Zwolle | Vorige club     | Debuut PEC Zwolle |             |             |             |             |
| Nr.             | Nat.               | Naam               | W           | Goal        | W           | Goal        | W           | Goal        | Seizoen bij PEC Zwolle | Vorige club     | Debuut PEC Zwolle |             |             |             |             |
| Doelvrouwen     | Doelvrouwen        | Doelvrouwen        | Doelvrouwen | Doelvrouwen | Doelvrouwen | Doelvrouwen | Doelvrouwen | Doelvrouwen | Doelvrouwen            | Doelvrouwen     | Doelvrouwen       | Doelvrouwen | Doelvrouwen | Doelvrouwen | Doelvrouwen |
| --------------- | ------------------ | ------------------ | ----------- | ----------- | ----------- | ----------- | ----------- | ----------- | ---------------------- | --------------- | ----------------- | ----------- | ----------- | ----------- | ----------- |
| –               | Vlag van Polen     | Oliwia Szymczak    | 0           | 0           | 0           | 0           | 0           | 0           | 1e                     | Feyenoord       | –                 |             |             |             |             |
| –               | Vlag van Nederland | Noa Tissingh       | 0           | 0           | 0           | 0           | 0           | 0           | 3e                     | Jeugd           | –                 |             |             |             |             |
| Verdedigsters   |                    |                    |             |             |             |             |             |             |                        |                 |                   |             |             |             |             |
| –               | Vlag van Nederland | Ilse Kemper        | 0           | 0           | 0           | 0           | 0           | 0           | 4e                     | Jeugd           | 23 september 2022 |             |             |             |             |
| –               | Vlag van Nederland | Mayke Lindner      | 0           | 0           | 0           | 0           | 0           | 0           | 5e                     | Jeugd           | 3 september 2021  |             |             |             |             |
| –               | Vlag van Nederland | Kely Pruim         | 0           | 0           | 0           | 0           | 0           | 0           | 10e                    | Jeugd           | 1 september 2017  |             |             |             |             |
| –               | Vlag van Nederland | Maud Rutgers       | 0           | 0           | 0           | 0           | 0           | 0           | 4e                     | Jeugd           | 23 oktober 2022   |             |             |             |             |
| –               | Vlag van Nederland | Melissa Schilder   | 0           | 0           | 0           | 0           | 0           | 0           | 5e                     | Jeugd           | 16 januari 2022   |             |             |             |             |
| –               | Vlag van Nederland | Jeva Walk          | 0           | 0           | 0           | 0           | 0           | 0           | 5e                     | Jeugd           | 27 augustus 2021  |             |             |             |             |
| Middenveldsters |                    |                    |             |             |             |             |             |             |                        |                 |                   |             |             |             |             |
| –               | Vlag van Nederland | Sanne Davelaar     | 0           | 0           | 0           | 0           | 0           | 0           | 3e                     | Jeugd           | 30 september 2023 |             |             |             |             |
| –               | Vlag van Nederland | Judith Roosjen     | 0           | 0           | 0           | 0           | 0           | 0           | 1e                     | FC Utrecht      | –                 |             |             |             |             |
| –               | Vlag van Nederland | Senne van de Velde | 0           | 0           | 0           | 0           | 0           | 0           | 3e                     | FC Utrecht      | 8 mei 2022        |             |             |             |             |
| Aanvalsters     |                    |                    |             |             |             |             |             |             |                        |                 |                   |             |             |             |             |
| –               | Vlag van Nederland | Hanna Huizenga     | 0           | 0           | 0           | 0           | 0           | 0           | 2e                     | Fortuna Sittard | 29 september 2024 |             |             |             |             |
| –               | Vlag van Nederland | Lyanne Iedema      | 0           | 0           | 0           | 0           | 0           | 0           | 1e                     | sc Heerenveen   | –                 |             |             |             |             |
| –               | Vlag van Nederland | Ilvy Zijp          | 0           | 0           | 0           | 0           | 0           | 0           | 1e                     | AZ              | –                 |             |             |             |             |
| Nr.             | Nat.               | Naam               | W           | Goal        | W           | Goal        | W           | Goal        | Seizoen bij PEC Zwolle | Vorige club     | Debuut            |             |             |             |             |
| Nr.             | Nat.               | Naam               | Competitie  | Competitie  | Beker       | Beker       | Totaal      | Totaal      | Seizoen bij PEC Zwolle | Vorige club     | Debuut            |             |             |             |             |

### Legenda
| # | Reden                                          |
| - | ---------------------------------------------- |
|   | Heeft de club in het lopende seizoen verlaten. |
|   | Heeft de club op huurbasis verlaten.           |

### Technische staf
| Naam                | Functie      |
| ------------------- | ------------ |
| Gert Peter de Gunst | Hoofdtrainer |

## Mutaties

### Zomer

#### Aangetrokken
| Nr. | Nat. | Naam             | Van           | Type         | Contract     | Transfersom | Bijzonderheid |
| --- | ---- | ---------------- | ------------- | ------------ | ------------ | ----------- | ------------- |
|     | NL   | Noa Tissingh     | Jeugd         | –            | 30 juni 2025 | n.v.t.      |               |
|     | NL   | Melissa Schilder | Jeugd         | –            | 30 juni 2025 | n.v.t.      |               |
|     | NL   | Ilvy Zijp        | AZ            | –            | 30 juni 2025 | n.v.t.      |               |
|     | NL   | Judith Roosjen   | FC Utrecht    | –            | 30 juni 2026 | n.v.t.      |               |
|     | NL   | Lyanne Iedema    | sc Heerenveen | –            | 30 juni 2026 | n.v.t.      |               |
|     | PL   | Oliwia Szymczak  | Feyenoord     | Op huurbasis | 30 juni 2026 | n.v.t.      |               |

#### Vertrokken
| Nr. | Nat. | Naam                | Naar                | Type               | Transfersom | Wed. | Dlpt. |
| --- | ---- | ------------------- | ------------------- | ------------------ | ----------- | ---- | ----- |
| 1   | NL   | Tess van der Flier  | Gestopt             |                    | n.v.t.      | 23   | 0     |
| 2   | NL   | Jasmijn Dijsselhof  |                     | Transfervrij       | n.v.t.      | 34   | 2     |
| 7   | NL   | Sterre Kroezen      | FC Twente           | Einde huurcontract | n.v.t.      | 39   | 5     |
| 10  | NL   | Naomi Hilhorst      | Excelsior Rotterdam | Transfervrij       | n.v.t.      | 37   | 6     |
| 11  | NL   | Zoë Zuidberg        |                     | Transfervrij       | n.v.t.      | 31   | 9     |
| 15  | NL   | Sophie van Vugt     |                     | Transfervrij       | n.v.t.      | 32   | 4     |
| 16  | NL   | Vita van der Linden |                     | Transfervrij       | n.v.t.      | 9    | 0     |
| 18  | NL   | Tara te Wierik      |                     | Transfervrij       | n.v.t.      | 24   | 1     |
| 20  | NL   | Iris Stiekema       |                     | Transfervrij       | n.v.t.      | 1    | 0     |
| 22  | NL   | Inge Tijink         | FC Twente           | Transfervrij       | n.v.t.      | 38   | 0     |
| 23  | NL   | Inske Weiman        |                     | Transfervrij       | n.v.t.      | 47   | 4     |
| 40  | NL   | Hanna Stallmann     | sc Heerenveen       | Transfervrij       | n.v.t.      | 1    | 0     |

#### Statistieken transfers zomer
| Gekochte spelers | Verkochte spelers | Gehuurde spelers | Verhuurde spelers | Spelers terug van verhuurperiode | Spelers einde van huurperiode | Transfervrij aangetrokken spelers | Transfervrij vertrokken spelers | Doorgestroomde jeugdspelers |
| ---------------- | ----------------- | ---------------- | ----------------- | -------------------------------- | ----------------------------- | --------------------------------- | ------------------------------- | --------------------------- |
| 0                | 0                 | 1                | 0                 | 0                                | 1                             | 2                                 | 9                               | 2                           |